# 小行星21663
小行星21663（21663 Banat），又名1999 RM 是一颗绕太阳运转的小行星，为主小行星带小行星。该小行星于1999年9月3日由Osservatorio di Starkenburg发现。

## 轨道参数
小行星21663的轨道半长轴为3.0541083 UA，离心率为0.137。